# Пономарёв, Яков Александрович
Я́ков Алекса́ндрович Пономарёв (25 декабря 1920, Вичуга — 22 февраля 1997, Москва) — советский и российский психолог, доктор психологических наук (1972), заслуженный деятель науки Российской Федерации (1993). Известен как специалист по психологии творчества и интуиции. Оказал большое влияние на методологию советской и российской психологии.

## Биография

### Молодые годы
- 25 декабря 1920 года — родился в Вичуге Ивановской области.

Отец — Александр Васильевич Пономарёв, до революции работал главным бухгалтером на фабрике в Родниках.
Мать — Мария Николаевна Покровская, дочь Николая Михайловича Покровского, профессора медицины, известного врача-гинеколога, любимого дяди Михаила Булгакова, прототипа профессора Преображенского из «Собачьего сердца» Булгакова.
- В 1926 году семья перебралась в Москву. Судя по рассказу М. Булгакова «Москва 20-х годов», переезд в Москву был связан с желанием Н. Покровского избежать уплотнения в его 6-комнатной квартире.[источник не указан 738 дней]
- 1939 — поступил на философский факультет Всесоюзного института философии, литературы и истории (ВИФЛИ), здесь его другом стал А. А. Зиновьев.
- 1939—1940 — призыв в армию, участие в Советско-финской войне.
- 1941 — участие в Великой Отечественной войне.
- 1941 — апрель 1945 — находился в плену на территории Германии.
- 1945—1946 — освобождение из плена, служба в армии.
- 1946—1951 — учёба на философском факультете (отделение психологии) МГУ.

В дипломной работе было проведено исследование решения задач с подсказкой, ставшее классикой советской психологии.

### Дальнейший жизненный путь
- 1952—1956 — работал старшим экскурсоводом и зоопсихологом в «Живом Уголке им. Дурова». В это время Яков Пономарёв становится членом Московского методологического кружка, семинары которого некоторое время проходили на квартире его первой жены, Татьяны Розановой.
- 1957—1961 — работал научным редактором Отдела педагогики и психологии Издательства АПН РСФСР, подготовил к изданию (1960) фундаментальный двухтомник «Психологическая наука в СССР».
- 1959 — защитил кандидатскую диссертацию «Исследование психологических механизмов творческого (продуктивного) мышления».
- 1960 — издана его первая монография «Психология творческого мышления».
- 1961—1966 — работал младшим, а затем старшим научным сотрудником в Институте психологии АПH РСФСР, в лаборатории психологии детей младшего школьного возраста, где разрабатывает психодиагностику умственного развития школьников. Итогом этого периода научной работы стала книга «Знания, мышление и умственное развитие» (1967). Параллельно с этим изучает проблему интуиции, результаты философско-психологического решения которой представлены в его монографии «Психика и интуиция» (1967).
- 1966—1973 — работал в Институте истории естествознания и техники АH СССР.
- 1972 — защитил докторскую диссертацию на тему «Проблемы психологии творчества».
- 1972—1997 — работал в Институте психологии АH СССР, сначала старшим, потом ведущим (с 1986 г.) и главным (с 1991 г.) научным сотрудником над изучением проблем психологии творчества и методологии психологии.
- 1978—1997 — основатель и председатель Всесоюзной секции «Психология творчества» Общества психологов СССР.
- 22 февраля 1997 — умер в Москве. Похоронен на Николо-Архангельском кладбище[2].

### Конференция
15—18 сентября 2005 г. — прошла 1-я международная конференция «Творчество: взгляд с разных сторон», посвященная 85-летию со дня рождения Я. А. Пономарева.

### Почётные звания, награды
- заслуженный деятель науки РФ,
- почетный академик Российской академии образования.

Ордена и медали:
- орден Отечественной войны
- орден «Знак Почёта» за достижения в области науки;
- несколько медалей;
- Золотая медаль имени В. М. Бехтерева (1991) за цикл работ по психологии творчества, проблемам развития интеллекта, методологическим проблемам психологии;
- Бронзовая медаль ВДНХ за книгу «Психология творчества»;
- нагрудный знак «Изобретатель СССР» за внедрение изобретений.

## Научные исследования

### Общая концепция творчества
Согласно определению Пономарёва, творчество в широком смысле слова есть всякое взаимодействие, ведущее к развитию; это механизм развития. «Творчество — необходимое условие развития материи, образования её новых форм, вместе с возникновением которых меняются и сами формы творчества. Творчество человека лишь одна из таких форм».
Свойства объектов определяют характер их взаимодействия; в процессе этого взаимодействия объекты претерпевают изменения, то есть процесс взаимодействия запечатлевается в участвующих в нём объектах, в их структурах; это и есть взаимодействие, ведущее к развитию. Новая структура объекта изменит характер его дальнейших взаимодействий с другими объектами и таким образом развитие будет продолжаться. Итак, Этапы развития явления (объекта или способности) превращаются, откладываются в структурные Уровни его организации, которые становятся Ступенями для дальнейших развивающих взаимодействий (принцип «ЭУС»).
Психология творчества должна заниматься изучением взаимодействий человека (субъекта) с любым объектом, приводящих к изменениям в субъекте и в объекте, и самих этих изменений.

### Развитие внутреннего плана действий
К принципу «ЭУС» Пономарёв пришёл, «сопоставляя ход развития у детей способности действовать „в уме“ и ход решения творческих задач людьми, у которых эта способность достигла полного развития».
Пономарёв экспериментально выявил у детей следующие этапы развития внутреннего (то есть ментального, в отличие от физического, наглядно-действенного) плана действий:
1. Ребёнок может манипулировать вещами во внешнем плане (совершать «пробы и ошибки»), но это не приводит к решению задачи.
2. Ребёнок может манипулировать вещами во внешнем плане (совершать «пробы и ошибки»), и это приводит к решению задачи.
3. Ребёнок может манипулировать представлениями о вещах во внутреннем плане (совершать «пробы и ошибки»), но это не приводит к решению задачи.
4. Ребёнок может манипулировать представлениями о вещах во внутреннем плане (совершать «пробы и ошибки»), и это приводит к решению задачи.
5. Ребёнок решает задачу во внутреннем плане уже не путём «проб и ошибок», но анализируя структуру задачи и строя план её решения.

### Этапы развития знания о явлении
Распространяя принцип «ЭУС» с индивидуального на общественно-историческое познание, Пономарёв описал 6 этапов развития знания о явлении.

### Экспериментальное исследование интуиции
Заметным вкладом Я. А. Пономарёва в экспериментальную психологию является его исследование, выявляющее некоторые особенности действия неосознаваемых механизмов психики, благодаря которым решению задачи способствует предыдущий опыт решения сходных задач.
Пономарёв использовал известную задачу «4 точки»: решающему даётся рисунок — четыре точки, расположенные квадратом, — и требуется провести через эти четыре точки три прямые линии, не отрывая карандаша от бумаги, так, чтобы карандаш возвратился в исходную точку. Решение этой задачи заключается в том, чтобы вывести линии за пределы воображаемого квадрата, образуемого точками, и сделать их маршрутом, например, прямоугольный треугольник, катеты которого являются продолжениями двух сторон «квадрата», таким образом нанизывая на себя три из четырёх точек, а гипотенуза проходит через четвёртую.
Перед этой задачей испытуемые получали другую: их обучали правилам игры в «хальму», после чего предлагали решить несложную задачку, основанную на этих правилах. На шахматной доске ставились квадратом три чёрные фишки и одна белая; требовалось перескочить одним ходом белой фишки три чёрные так, чтобы вернуться на прежнее место. Выполняя это несложное действие, рука испытуемого с белой фишкой описывала ту самую фигуру, которая через несколько минут потребуется для решения задачи «4 точки» (разумеется, испытуемый не знал об этом и не обращал внимания на траекторию движения фишки, которая для данной задачи была несущественна.) После того, как задача «Хальма» была решена, на ту же самую шахматную доску накладывалась прозрачная бумага с четырьмя точками, так что точки оказывались там, где только что были фишки, и испытуемый начинал решать задачу «4 точки». «Казалось бы, решение должно явиться немедленно, поскольку от испытуемого требовалось лишь повторить то, что им только что было проделано». Но оказалось, что решение не является; оно не являлось, «сколько бы мы в этом случае не сближали время их [двух задач] предъявления».
Тогда Пономарёв изменил порядок задач и выяснил, что если сначала давать основную задачу, потом — задачу-подсказку, а затем снова основную задачу, то многим это помогает найти ответ. Пономарёв объясняет это тем, что «пока испытуемый не исчерпал неадекватные приёмы решения, его поиск не выходит за рамки избранного им ограничения».
Варьируя различные факторы при предъявлении задач в порядке основная задача → задача-подсказка → основная задача, Пономарёв установил следующее.
- Если прерывать первоначальные попытки решения основной задачи в самом их начале, задача-подсказка не помогает; если прерывать эти попытки примерно в середине поиска, задача-подсказка помогает примерно половине решающих; наибольшему числу людей задача-подсказка помогает, если первоначальные попытки решения прерываются во второй половине поиска. Если первоначальные попытки решения основной задачи не прерываются и решающий приходит к выводу, что задача нерешаема, то задача-подсказка не помогает.
- Чем сложнее задача-подсказка, её существенное для её собственного решения содержание, тем меньше она помогает решить основную задачу. «В подлинном научном творчестве это должно означать, что интуитивное решение тем вероятнее, чем менее содержательна прямая цель действия, в котором исследователь наталкивается на побочный продукт, объективно содержащий в себе ключ к решению».
- Если задача-подсказка знакома решающему и действия, ведущие к её решению, совершаются автоматически (например, как в одном из экспериментов, если решающий умел играть в «хальму» до эксперимента), она помогает меньше.